# Koninklijke Thaise Munt

De Koninklijke Thaise Munt (Thais: สำนักกษาปณ์) is het nationale munthuis van Thailand. Sinds 2003 is de Munt gevestigd in Pathum Thani (voorheen was de Munt gevestigd in het Koninklijk Paleis van Bangkok -sinds 1860- en verhuisde in 1875, 1902 en 1972 opnieuw). De Munt slaat de munten van de Thaise baht.